# 전국칠웅

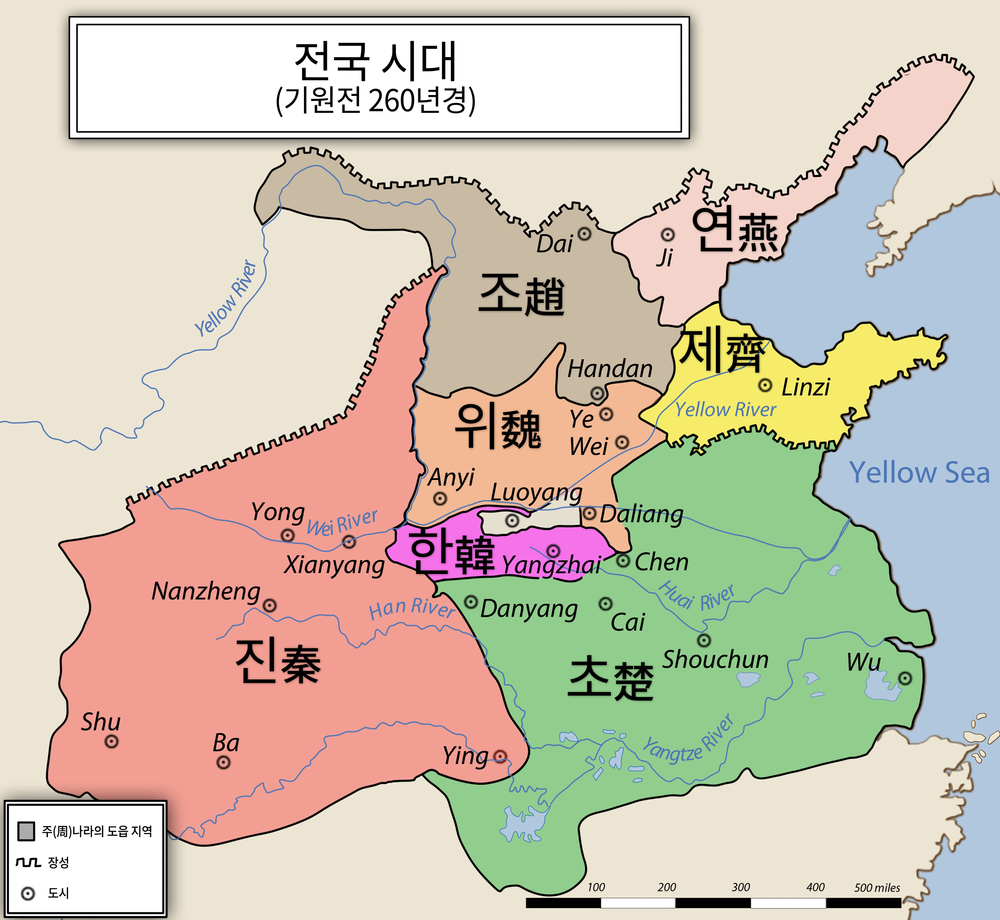
기원전 260년의 전국 칠웅: 연(燕)위(魏)제(齊)조(趙)진(秦)초(楚)한(韓)

전국칠웅(중국어 정체자: 戰國七雄, 간체자: 战国七雄)은 전국시대부터 진나라의 시황제가 중국을 통일할 때까지 멸망하지 않고 살아남은 일곱 나라를 지칭한다. 전국시대에는 그 외에도 여러 나라들이 있었으나, 이들 일곱 나라가 가장 강력했고 중국사에서 중요하게 취급된다.

## 목록
- 연(燕)
- 위(魏)
- 제(齊)
- 조(趙)
- 진(秦)
- 초(楚)
- 한(韓)

## 같이 보기
- 춘추오패